# Cord Widderich
Cord Widderich (ortografía alternativa: Kort Wiederich) (?-1447) fue un pirata activo durante los conflictos políticos entre Dithmarschen y Frisia del Norte a principios del siglo XV. Vivió durante la época de Klaus Störtebeker y los Victual Brothers, pero no formó parte de su movimiento.

## Historia
Frisia del Norte ayudó a Holstein cuando declaró la guerra a Dithmarschen en 1404. Después de que Dithmarschen derrotó a Holstein, un tratado de paz prohibió más campañas militares. En cambio, Cord Widderich y otros dithmarsianos se vengaron de sus vecinos de Frisia a través de la piratería .
En 1407, Cord Widderich y sus hombres de Lunden, Alemania, ocuparon Eiderstedt e hicieron de la torre de la iglesia de Pellworm su base para saquear los pueblos de los alrededores y engañar a los barcos para que se quedaran varados. Solo cuando la torre de la iglesia se balanceó con el viento y una tormenta amenazó con derribar el edificio, Widderich y sus hombres abandonaron Frisia del Norte para siempre.
Durante su retirada desde Pellworm, Widderich se llevó consigo varios tesoros de la iglesia. La parte más famosa de su botín fue una pila bautismal de bronce del siglo XIII, que entregó como regalo de consagración a la recién construida iglesia de San Clemens de Büsum, Dithmarschen, donde reside hasta el día de hoy. Widderich se instaló en Büsum como comerciante alrededor de 1412.
En el año de1447, Cord Widderich se hospedó en una posada en Segeberg, Holstein, durante una peregrinación camino a Wilsnack en Brandeburgo . A la mañana siguiente, fue capturado y ahorcado sin juicio por Klaus von dem Damme, alguacil del conde Enrique de Segeberg.